# Gewandhaus
Il Gewandhaus è una famosa sala da concerto di Lipsia dove hanno sede la Gewandhausorchester Leipzig, nonché due cori e diverse formazioni di musica da camera. A causa di vicissitudini storiche la sala è stata costruita tre volte.

## Primo Gewandhaus

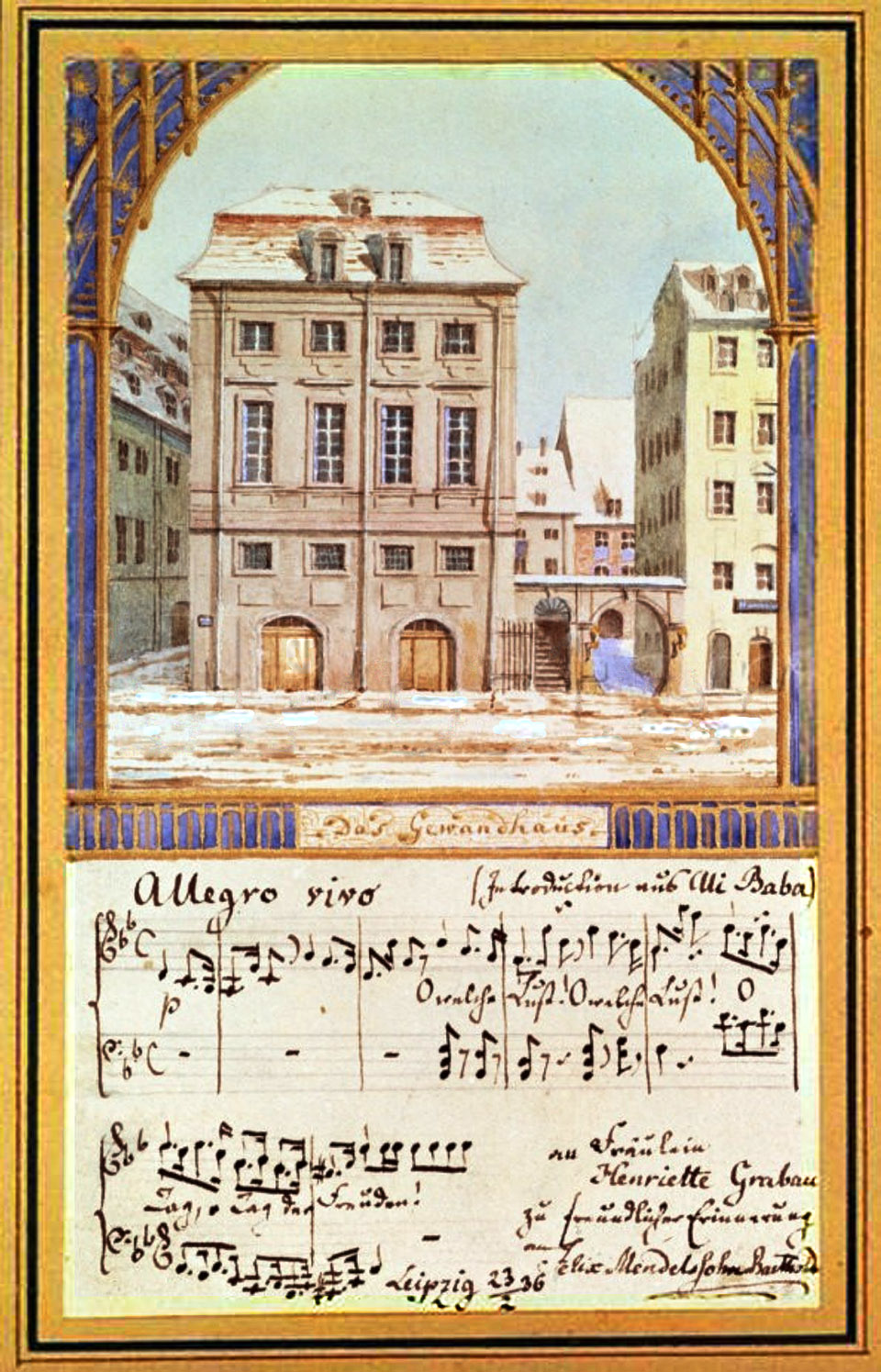
Facciata del primo Gewandhaus

La prima sala da concerto fu costruita nel 1781 dall'archietto Johann Carl Friedrich Dauthe all'interno del Gewandhaus, il grande magazzino dei mercanti di tessuti: Gewandhaus significa appunto "casa dei panni".
La sala si trovava al primo piano, aveva forma rettangolare e il lato meridionale era occupato dal podio di 63 mq. Il pubblico era seduto sia su file di fronte al podio, sia su file laterali. Inoltre vi era la galleria, in cui si doveva stare in piedi. In totale la sala conteneva 500 persone. La sala fu ristrutturata negli anni fra il 1842 e il 1872 fino ad accogliere un migliaio di persone.

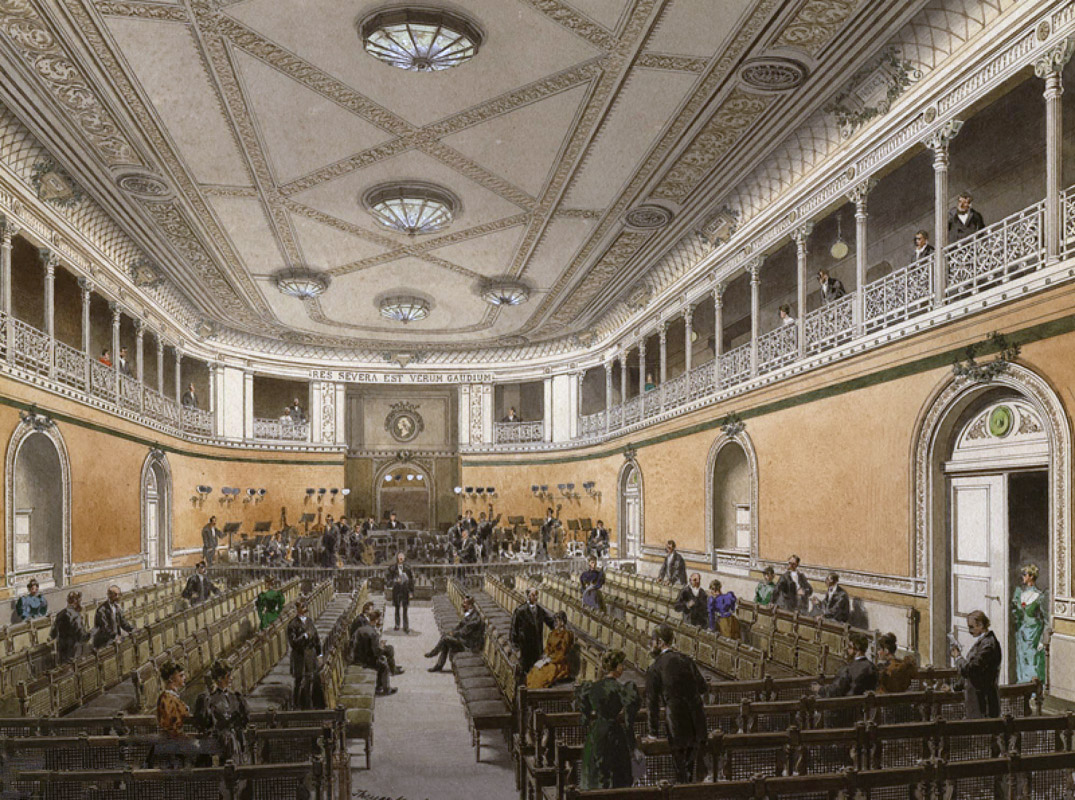
Sala del primo Gewandhaus

Sul lato di fronte era scritta la frase di Seneca Res severa verum gaudium  ("La vera felicità sta nelle cose serie"). Questa frase è ripresa nell'attuale Gewandhaus.
In questa sala si tennero concerti storici, fra cui quelli diretti da Felix Mendelssohn.
Quando fu costruito il nuovo Gewandhaus la vecchia sala fu ribattezzata Alte Gewandhaus ("vecchio Gewandhaus").
L'edificio fu parzialmente demolito nel 1893-1896 per costruire la camera di commercio civica (Städtisches Kaufhaus).

## Secondo Gewandhaus

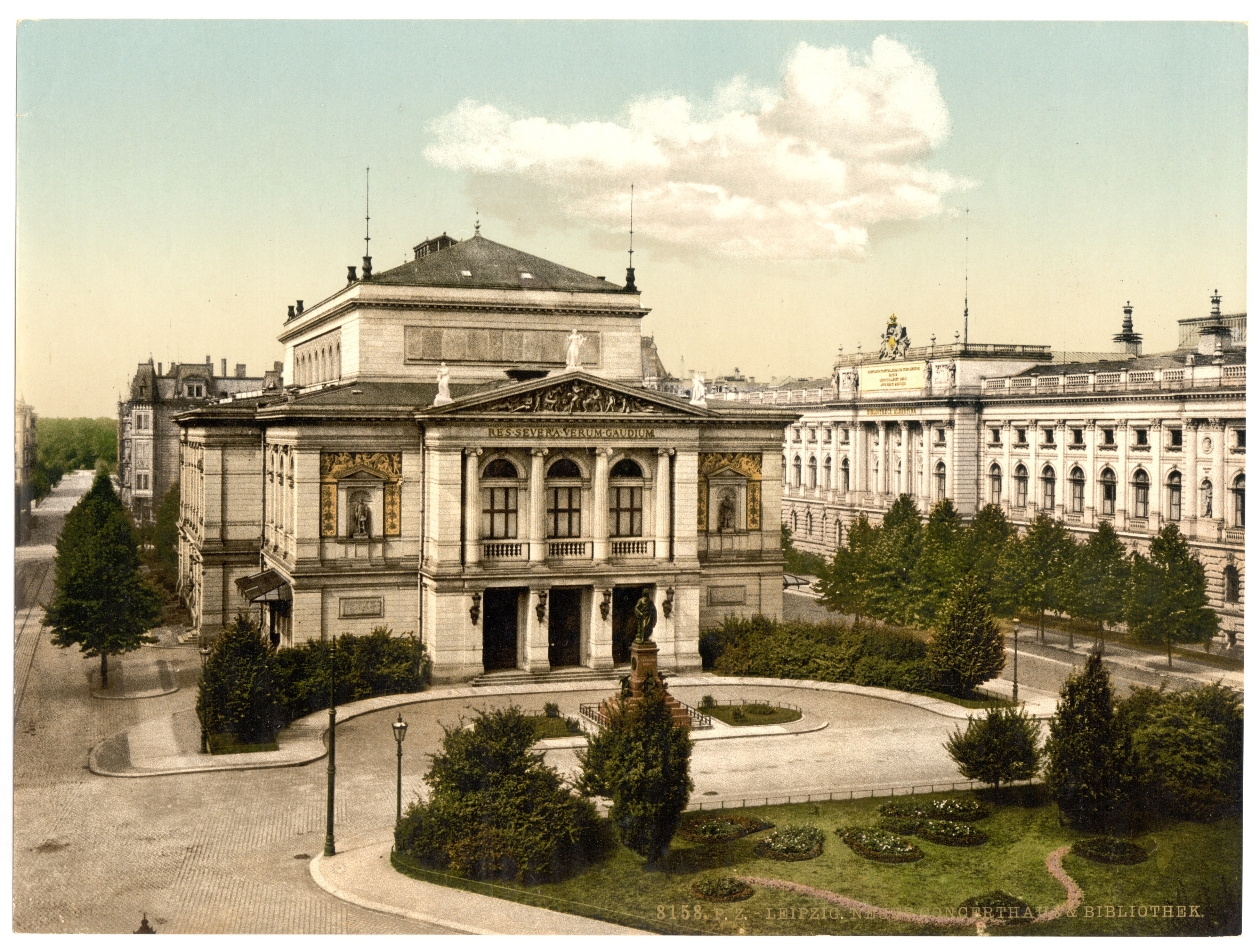
Il secondo Gewandhaus nel 1900

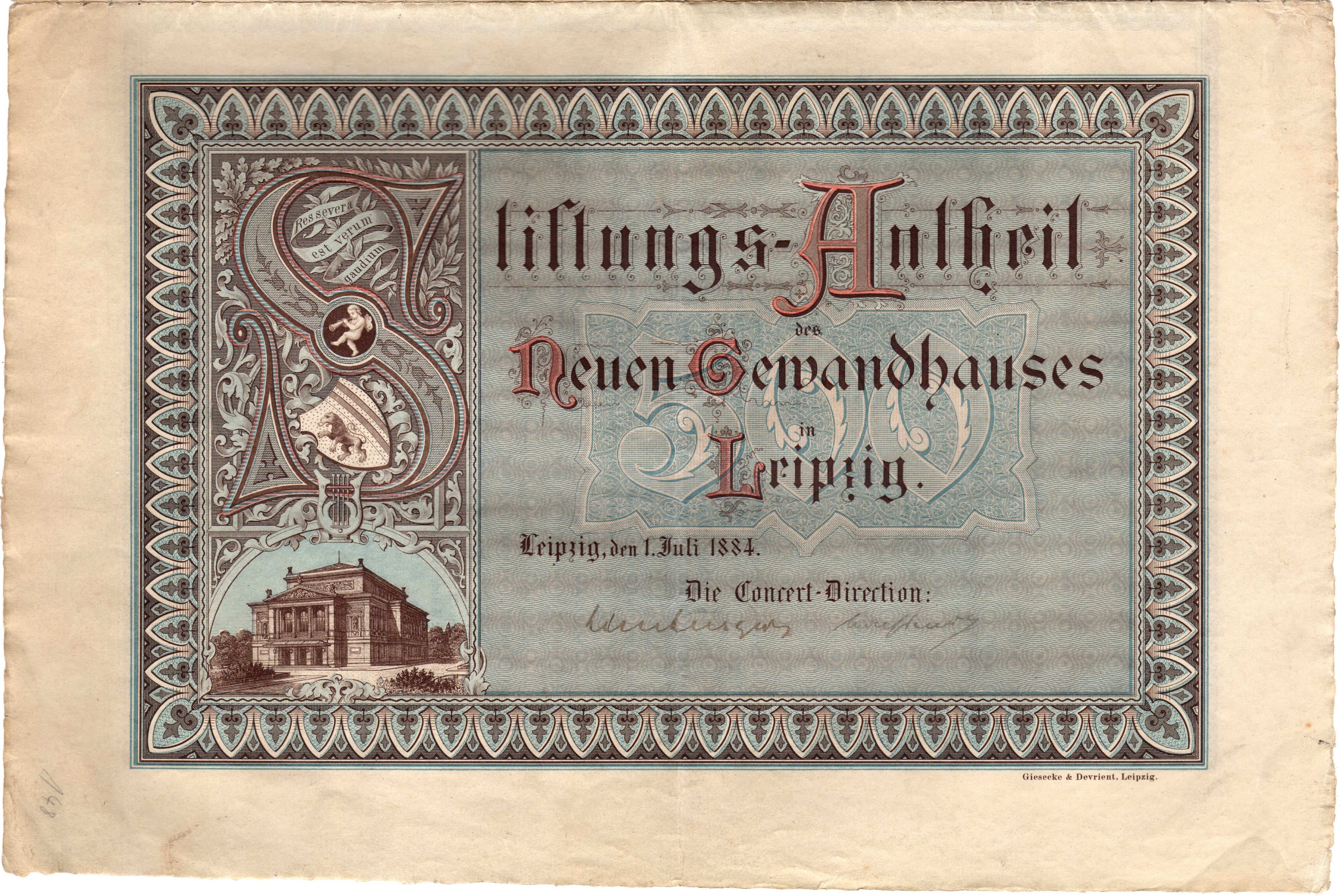
Condividi nella fondazione Secondo Gewandhaus dal 1º luglio 1884

Il nuovo edificio fu costruito in stile neoclassico. nel 1884 all'angolo fra le vie Beethoven e Grassi, nell'area sudovest della città. Fu realizzato da Heino Schmieden su progetto di Martin Gropius, e in gran parte finanziato per lascito testamentario dal ricco imprenditore Franz Dominic Grassi. Il secondo Gewandhaus comprendeva due sale da concerto, una grande per la musica sinfonica, con 1700 posti, e una piccola per la musica da camera, con 650 posti.
Nel 1936 le autorità naziste fecero demolire la statua di Mendelssohn eretta nella piazza antistante l'edificio nel 1892.
Il secondo Gewandhaus fu parzialmente distrutto durante un bombardamento aereo alleato del 1943; durante un bombardamento del 1944 andò perduta anche la copertura. Le rovine del Gewandhaus furono rimosse solo nel 1968 per lasciare spazio ad un parcheggio, fino al 2002. Intanto l'Orchestra si esibiva nella sala del cinema Kapitol, fra il 1944 e il 1945, e poi, dal 1946 al 1981 nella Kongreßhalle am Zoo.

## Terzo Gewandhaus

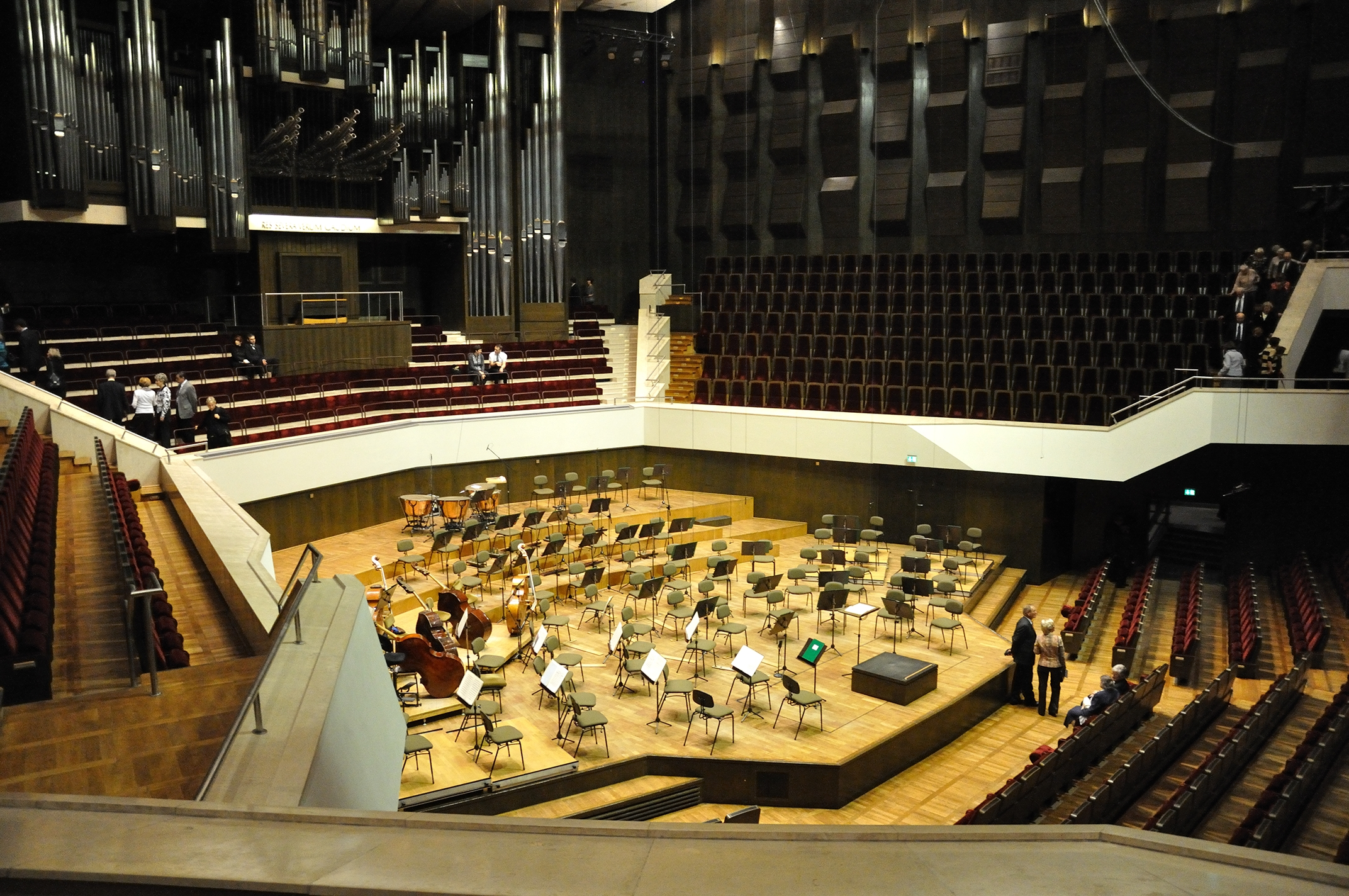
Il palcoscenico dell'attuale Gewandhaus

La prima pietra del terzo Gewandhaus fu posata nel 1977 dal direttore dell'Orchestra Kurt Masur. Il luogo scelto era sulla Augustusplatz (all'epoca Karl-Marx-Platz) al posto del vecchio Museo delle Belle Arti di Lipsia, distrutto anch'esso. 
Il nuovo edificio fu inaugurato nel 1981 in occasione del bicentenario della fondazione del Gewandhaus. Il concerto inaugurale fu diretto da Kurt Masur l'8 ottobre 1981: furono eseguiti i Canti di Siegfried Thiele e la nona di Beethoven

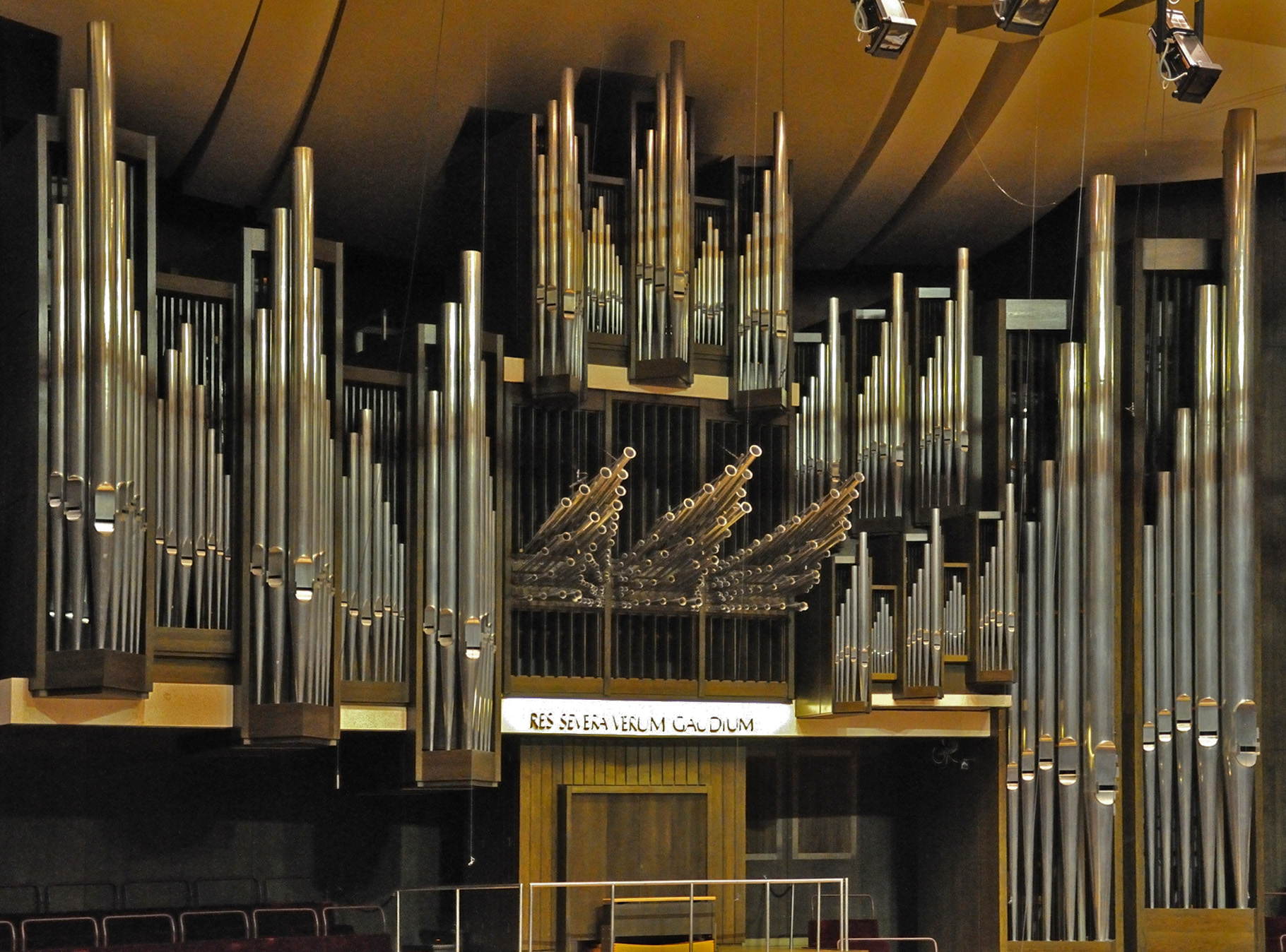
L'organo dell'attuale Gewandhaus

L'edificio è in stile brutalista tipico dell'epoca nei paesi del blocco. Sighard Gille fu incaricato di dipingere nel foyer un immenso affresco, il più grande d'Europa, intitolato Gesang vom Leben ("Canto della vita"), che misura 31x31,80 metri, per una superficie totale di 714 mq.
La grande sala contiene 1900 posti ed ha un'acustica notevole. La piccola sala contiene 497 posti; è stata ristrutturata nel 1997 e ribattezzata sala Mendelssohn.
L'organo della sala da concerto è uno Schuke, Potsdam IV-92-6638.